# Košarkaški klub Zlatibor Čajetina
Il Košarkaški klub Zlatibor Čajetina è una società cestistica avente sede nella città di Čajetina, in Serbia. Fondata nel 1979, disputa il campionato serbo.